# Mattiastrum tibeticum
Mattiastrum tibeticum là loài thực vật có hoa trong họ Mồ hôi. Loài này được (C.B. Clarke) Brand mô tả khoa học đầu tiên năm 1915.